# Greigia
Greigia är ett släkte av gräsväxter. Greigia ingår i familjen Bromeliaceae.

## Bildgalleri

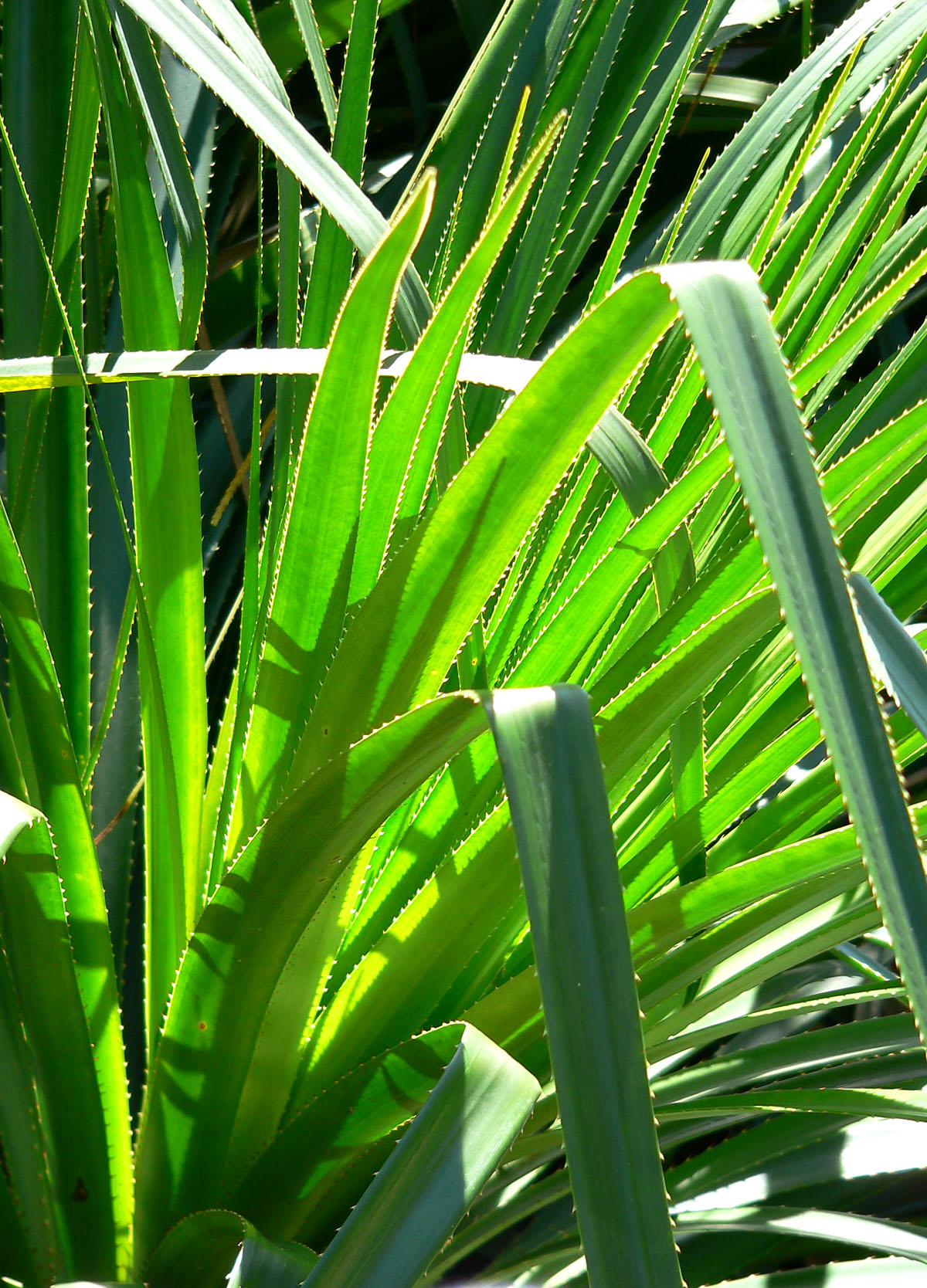

## Dottertaxa tillGreigia, i alfabetisk ordning[1]
- Greigia acebeyi
- Greigia alborosea
- Greigia aristeguietae
- Greigia atrobrunnea
- Greigia atrocastanea
- Greigia berteroi
- Greigia cochabambae
- Greigia collina
- Greigia columbiana
- Greigia danielii
- Greigia exserta
- Greigia kessleri
- Greigia landbeckii
- Greigia leymebambana
- Greigia macbrideana
- Greigia marioi
- Greigia membranacea
- Greigia mulfordii
- Greigia nubigena
- Greigia oaxacana
- Greigia ocellata
- Greigia pearcei
- Greigia racinae
- Greigia raporum
- Greigia rohwederi
- Greigia sanctae-martae
- Greigia sodiroana
- Greigia sphacelata
- Greigia stenolepis
- Greigia steyermarkii
- Greigia sylvicola
- Greigia tillettii
- Greigia van-hyningii
- Greigia vilcabambae
- Greigia vulcanica